# 李宇
李宇（?—?），唐朝宗室，唐高祖的玄孙，鲁王李靈夔曾孙，范阳郡王李蔼的孙子，嗣鲁王李道坚的儿子。
李道坚去世后，李宇嗣爵，开元二十九年（729年），唐玄宗封李宇为嗣鲁王。天宝十载（751年）正月，唐玄宗派太子家令嗣鲁王李宇祭祀南岳衡山司天王。至德元年（756年），跟随唐玄宗播迁巴蜀，升任右金吾卫将军。宝应元年（762年）五月，唐代宗长子奉节郡王李进封鲁王，嗣鲁王李宇改封邹王。

## 子孙
- 子：李子萃，嗣邹王、集王府长史，赠湖州刺史
  - 孙：李𠗦
  - 孙：李况
  - 孙：李淮
  - 孙：李冽
  - 孙：李咨